# Henry Winter
Henry Winter (* 1963 in London) ist ein Sportjournalist der britischen Tageszeitung The Times und Kolumnist für das Fußballmagazin „Four Four Two“.
Winter ist häufiger Gast in Fernseh- und Radiotalkshows. Vor seinem Wechsel zur Times arbeitete er 20 Jahre als Fußball-Berichterstatter für den Daily Telegraph. Während der Fußball-WM 2006 in Deutschland produzierte er einen täglichen Webcast aus Deutschland. Er ist außerdem der Ghostwriter der Autobiografie des Fußballspielers Steven Gerrard, die im September 2006 erschien.
| Personendaten    | Personendaten              |
| ---------------- | -------------------------- |
| NAME             | Winter, Henry              |
| KURZBESCHREIBUNG | britischer Sportjournalist |
| GEBURTSDATUM     | 1963                       |
| GEBURTSORT       | London                     |